# Liste der Straßen in Essen-Südostviertel
Die Liste der Straßen in Essen-Südostviertel beschreibt das Straßensystem im Essener Stadtteil Südostviertel mit den entsprechenden historischen Bezügen.

## Einführung und Überblick
Im Essener Südostviertel, das neben dem Stadtkern, dem Nord-, dem Ost-, dem Süd- und dem Westviertel zur Innenstadt zählt, leben heute 12957 Einwohner (30. September 2022) auf einer Fläche von knapp einem Quadratkilometer. Das Südostviertel gehört zum Postleitzahlenbezirk 45289.
In weiten Bereichen sind im Südostviertel Straßen in Erinnerung an den Deutsch-Französischen Krieg 1870/71 nach Militärpersonen und bedeutenden Orten von Schlachten benannt. Zudem zählen südwestliche Teile des Stadtteils zum Moltkeviertel.
Die Grenzen des Südostviertels sind wie folgt gebildet:
 Im Westen durch die Bahnstrecke von Essen-Werden nach Essen-Hauptbahnhof; im Norden durch die Bahnstrecke Dortmund–Duisburg; im Osten (im Norden beginnend) durch die Straße Bolckendyck, die Kaisershofstraße, die Wörthstraße, die Spichernstraße und die Herwarthstraße; im Süden durch den südlichen Rand des Ostfriedhofs, die Schinkelstraße und die Moltkestraße.
Im Südostviertel gibt es 55 benannte Verkehrsflächen, darunter sechs Plätze.
 Folgende Straßen befinden sich dabei nur teilweise im Stadtteil:
 Blumenthalstraße, Burggrafenstraße, Gerhard-Stötzel-Straße, Herwarthstraße, Kaisershofstraße, Moltkestraße, Ruhrallee, Saarbrücker Straße, Schinkelstraße, Semperstraße, Steeler Straße
Durch den Stadtteil Südostviertel verlaufen:
- die Bundesautobahn  in Ost-West-Richtung,
- die Landesstraße L 20 auf der Krampestraße von Huttrop weiter zum Ostviertel,
- die Landesstraße L 448 auf der Steeler Straße vom Stadtkern weiter nach Huttrop und
- die Landesstraße L 451 auf der Kurfürstenstraße von der Steeler Straße zum Südviertel.

## Liste der Straßen
Die nachfolgende Tabelle gibt eine Übersicht über die Straßen und Wege im Stadtteil mit entsprechenden Informationen.
- Name: aktuelle Bezeichnung der Straße oder des Platzes.
- Länge/Maße in Metern:
 Die in der Übersicht enthaltenen Längenangaben sind gerundete Übersichtswerte, die in Google Earth mit dem dortigen Maßstab ermittelt wurden. Sie dienen Vergleichszwecken und werden, sofern amtliche Werte bekannt sind, ausgetauscht und gesondert gekennzeichnet.
 Bei Plätzen sind die Maße in der Form a × b angegeben.
 Der Zusatz (im Stadtteil) gibt an, dass die Länge die des Straßenabschnitts innerhalb des Südostviertels ist, da die Straße in benachbarte Stadtteile weitergeführt wird.
- Herleitung: Ursprung oder Bezug des Namens
- Datum der Benennung: amtliche Erstbenennung
- Anmerkungen: zusätzliche Informationen
- Bild: Foto der Straße oder eines anliegenden Objekts

| Name                          | Länge/Maße (in Metern) | Herleitung                                                                         | Datum der Benennung | Bemerkungen | Bild                                          |
| ----------------------------- | ---------------------- | ---------------------------------------------------------------------------------- | ------------------- | --- | --------------------------------------------- |
| Am Ostpark                    | 50                     | Straße am Ostpark, dem heutigen Diether-Krebs-Platz                                | 29. Juni 1967       | Die heutige Stichstraße verlief als Metzer Straße weiter zur heutigen Metzer Straße nördlich der Bundesautobahn 40, wurde aber durch den Bau dieser in den 1960er-Jahren zerschnitten und im südlichen Teil in Am Ostpark umbenannt. Aus dem gleichen Grund verlor auch der 1902 angelegte Ostpark, der seit 2011 Dieter-Krebs-Platz heißt, einen großen Anteil an Fläche. |                                               |
| Auf der Donau                 | 700                    | Auf der Donau, Flurname                                                            | 17. Jan. 1868       | Die Auniederung der Gildehofsmühle wurde Auf der Donau genannt. Der heutige Straßenverlauf führt über die Flur op der Dunau; 1458 wird sie mit boven der dunouwe bezeichnet. Die Straße Auf der Donau beginnt an der Kurfürstenstraße in nördlicher Richtung, wird dann von der A40 zerschnitte und führt danach als Grenze zum Ostviertel in nordöstlicher Richtung bis zur Steeler Straße. |                                               |
| Bassinstraße                  | 160                    | Lage am einstigen Hochbassin für die Wasserversorgung                              | 17. Jan. 1868       | Vor dem Bau des nahen Wasserturms am Steeler Berg 1883 gab es an der Bassinstraße einen Wasser-Hochbassin der Stadtwerke Essen für die städtische Wasserleitung. Die Bassinstraße, die im Ursprung Am Hochbassin hieß, verbindet die Straße Eickenscheidter Fuhr mit der Von der-Tann-Straße. | Bunker in der Bassinstraße                    |
| Belfortstraße                 | 180                    | Kriegserinnerung in Belfort                                                        | 1. März 1901        | Die ostfranzösische Stadt Belfort ergab sich im Deutsch-Französischen Krieg am 16. Februar 1871 den deutschen Truppen. Die Belfortstraße verbindet die Straße Auf der Donau mit der Dammannstraße. |                                               |
| Blumenthalstraße              | 100 (im Stadtteil)     | Leonhard von Blumenthal, Generalfeldmarschall                                      | 4. Mai 1900         | Die nach dem preußischen Offizier Leonard von Blumenthal benannte Blumenthalstraße führt von der Markgrafenstraße weiter nach Huttrop. |                                               |
| Bolckendyck                   | 70                     | Bolckendyck, Flurname                                                              | 8. März 1922        | Die nach der Flur Bolckendyck benannte Straße führt von der Gerhard-Stötzel-Straße zur Obernitzstraße, wo sie die Grenze zu Huttrop bildet und dann weiter nach Huttrop führt. | Bolckendyck                                   |
| Bredowstraße                  | 140                    | Adalbert von Bredow, preußischer Offizier, zuletzt Generalleutnant                 | 4. Mai 1900         | Die Bredowstraße erhielt ihren Namen in Kriegserinnerung an Albert von Bredow, der im Deutsch-Französischen Krieg Führer einer Kavallerie-Brigade war. Die Bredowstraße verbindet die Straße Eickenscheidter Fuhr mit der Von der-Tann-Straße. |                                               |
| Burggrafenstraße              | 300 (im Stadtteil)     | Burggrafen von Nürnberg                                                            | 11. März 1896       | Die Burggrafenstraße erinnert an die Burggrafen von Nürnberg aus dem Hause Hohenzollern. Die Burggrafenstraße gehört zu einem Straßenzug, der um 1890 als Ringstraße um das damalige Stadtgebiet geplant war und an die Geschichte des Hauses Hohenzollern erinnern sollte. Diese Ringstraße begann mit der Hohenzollernstraße und führte weiter mit den nach und nach benannten Straßen Kaiserstraße (heute zur Hohenzollernstraße gehörig), Kronprinzen-, Kurfürsten-, Markgrafen-, Burggrafen-, Herzog- und Nürnberger Straße (heute Blücherstraße). Die Burggrafenstraße verläuft von der Kaisershofstraße in nördlicher Richtung weiter ins Ostviertel. |                                               |
| Dammannstraße                 | 560                    | Julius Dammann, Pfarrer                                                            | 5. Juni 1934        | Die nach dem einst auch in Essen tätigen Geistlichen Julius Dammann benannte Dammannstraße, die zuvor Ruhrstraße hieß, führt von der Ruhrallee in einem Bogen über die Kurfürstenstraße weiter bis zur Bundesautobahn 40, wo sie als Sackgasse endet. Bis 1967 führte sie bis zur Straße Auf der Donau an der Bahnstrecke weiter, wurde aber durch den Bau der A40 getrennt und im nördlichen Teil zur Franz-Arens-Straße. |                                               |
| Diether-Krebs-Platz           | 75 × 60                | Diether Krebs, Schauspieler, Komiker                                               | 1. Nov. 2011        | Der heutige Diether-Krebs-Platz ist der ehemalige, 1902 angelegte Ostpark. Der Park war einst 1,25 Hektar groß, büßte aber durch den Bau der Bundesautobahn 40 in den 1960er-Jahren deutlich an Fläche ein. | Dieter-Krebs-Platz                            |
| Dornemannplatz                | 60 × 40                | Dornemann, Hof-Behandigte                                                          | 9. Aug. 1927        | Für 1927 liegt eine amtliche Begründung vor, die sich auf Carl Meyer, Geschichte Stoppenberg, zweite Auflage 1900, Seite 173 stützt: ein Dornemann soll im 15. Jahrhundert mit dem Hof Huttrop behandigt gewesen sein; was allerdings eine Verwechslung mit dem Gut to Huntrope (Höntrop) ist. Der Dornemannplatz grenzt nördlich an die Bundesautobahn 40 und wird von der Kaisershofstraße berührt, so dass er zum Teil zu Huttrop zählt. Auf dem Dornemannplatz befindet sich ein Kinderspielplatz. |                                               |
| Eickenscheidter Fuhr          | 560                    | Weg zum ehemaligen Oberhof Eickenscheidt                                           | um 1860             | Die Straße ist nach einem alten Fahrweg zwischen Essen und dem einstigen, bereits um 860 bis 869 erwähnten Oberhof Eickenscheidt in Kray benannt. Bereits 1388 ist diese Bezeichnung als Ekescheder Voyrt überliefert. Die Straße Eickenscheidter Fuhr verläuft etwa parallel zwischen der Bundesautobahn 40 und der Franziskanerstraße. |                                               |
| Eintrachtstraße               | 150                    | Eintracht Bau- und Sparverein eGmbH                                                | 16. Juni 1905       | Die Straßenbezeichnung geht auf die am 4. Dezember 1904 durch Eisenbahner gegründete Eintracht Bau- und Sparverein eGmbH zurück. Sie baute nahe dem damaligen Eisenbahnbetriebswerk Essen Hbf 160 Wohnungen. 1941 verschmolz die Eintracht mit der Wohnungsgesellschaft Ruhr-Niederrhein mbH Essen, einem Unternehmen der Deutschen Reichsbahn. Die Eintrachtstraße verbindet die Krampestraße mit der Gerhard-Stötzel-Straße. Am Westende der Straße führt eine Treppe zur Krampestraße. |                                               |
| Franz-Arens-Straße            | 150                    | Franz Arens, Essener Politiker und Geschichtsforscher                              | 29. Juni 1967       | Die Franz-Arens-Straße war ursprünglich Teil der ehemaligen Ruhrstraße, die 1934 in Dammannstraße umbenannt wurde. Durch den Bau der Bundesautobahn 40 wurde sie von der Dammannstraße baulich getrennt und 1967 Franz-Arens-Straße genannt. |                                               |
| Franziskanerhöhe              | 110                    | Franziskanerkloster und -kirche (heute Heilig-Kreuz-Kirche)                        | 8. März 1922        | Sie ist nach dem benachbarten, 1904 fertiggestellten Franziskanerkloster benannt. Die zugehörige Franziskanerkirche wurde 1911 vollendet und gehörte zur Muttergemeinde St. Michael am Wasserturm. 1931 erhielt die Klosterkirche als Rektorat Heilig Kreuz eine eigene Vermögensverwaltung und schied so aus der St.-Michael-Gemeinde aus. Die Seelsorge wurde den Franziskanern anvertraut. Zur Zeit des Nationalsozialismus war sie von 1937 bis 1945 in Kapitän-Lehmann-Höhe umbenannt worden. Die Stichstraße Franziskanerhöhe zweigt nördlich von der Franziskanerstraße ab. Das Ostende der Straße ist über eine Fußgängertreppe mit der Burggrafenstraße verbunden. |                                               |
| Franziskanerstraße            | 810                    | Franziskanerkloster und -kirche (heute Heilig-Kreuz-Kirche)                        | 16. Juni 1905       | Sie ist nach dem benachbarten, 1904 fertiggestellten Franziskanerkloster benannt. Die zugehörige Franziskanerkirche wurde 1911 vollendet und gehörte zur Muttergemeinde St. Michael am Wasserturm. 1931 erhielt die Klosterkirche als Rektorat Heilig Kreuz eine eigene Vermögensverwaltung und schied so aus der St.-Michael-Gemeinde aus. Die Seelsorge wurde den Franziskanern anvertraut. Zur Zeit des Nationalsozialismus war sie von 1937 bis 1945 in Kapitän-Lehmann-Straße umbenannt worden. Die Franziskanerstraße verbindet die Steeler Straße mit der Krampestraße. Am östlichen Ende der Straße befindet sich nördlich ein Kinderspielplatz, am östlichen Ende befindet sich ebenfalls ein Kinderspielplatz – dieser liegt südlich der Straße. | Hl. Kreuz-Kirche an der Franziskanerstraße    |
| Geisbergstraße                | 120                    | Schlacht bei Weißenburg (1870)                                                     | 11. März 1898       | Die Benennung erfolgte in Erinnerung an die Schlacht am Geisberg bei Weißenburg am 4. August 1870 im Deutsch-Französischen Krieg. Die Geisbergstraße verbindet die Franz-Arens-Straße mit der Kleinen Steubenstraße. |                                               |
| Gerhard-Stötzel-Straße        | 300 (im Stadtteil)     | Gerhard Stötzel, Politiker der Zentrumspartei                                      | 23. Mai 1980        | Die Gerhard-Stötzel-Straße, die zuvor Teil der Straße Eickenscheidter Fuhr war, führt von der Krampestraße bis zur Straße Bolckendyck und weiter nach Huttrop. |                                               |
| Goebenstraße                  | 240                    | August Karl von Goeben, preußischer General der Infanterie                         | 8. Juli 1892        | Die in Kriegserinnerung an den General August Karl von Goeben benannte Goebenstraße verbindet die Franziskanerstraße mit der Von-der-Tann-Straße. |                                               |
| Hagenaustraße                 | 290                    | Gefecht bei Hagenau, Stadt im Elsass                                               | 4. Mai 1900         | Die Straße erhielt ihren Namen in Kriegserinnerung an ein nahe Hagenau stattgefundenes Gefecht während der Schlacht bei Wörth am 6. August 1870. Die Hagenaustraße, die zuvor Kesselstraße hieß, verbindet die Saarbrücker Straße mit der Steeler Straße, wobei eine Durchfahrt zu dieser baulich verhindert ist. |                                               |
| Heilermannstraße              | 290                    | Hermann Schmiemann (genannt Heilermann), Gymnasialdirektor, Geheimer Regierungsrat | 29. Nov. 1967       | Hermann Schmiemann (genannt Heilermann) wurde am 15. Januar 1820 in Waltrop geboren. Er leitete von 1864 bis 1895 die Essener Realschule II. Ordnung. Nachdem 1893 das Humboldt-Gymnasium abgezweigt wurde, ging daraus das heutige Helmholtz-Gymnasium hervor. Heilermann gründete 1889 eine Stiftung zur Unterstützung würdiger und wenig bemittelter Schüler der oberen Klassen des Realgymnasiums. Heilermann starb am 28. September 1899 in Bad Godesberg. Am 23. Januar 1957 wurde eine bereits seit etwa 1894 bestehende Heilermannstraße nahe den Goldschmidtwerken im Ostviertel aufgehoben. Die heutige Heilermannstraße bildet die Abfahrt von der Bundesautobahn 40 in Fahrtrichtung Bochum bis auf die Steeler Straße. |                                               |
| Herwarthstraße                | 450 (im Stadtteil)     | Eberhard Herwarth von Bittenfeld, Generalfeldmarschall                             | 5. Mai 1908         | Die Herwarthstraße, die zuvor Grenzstraße hieß, führt im Südostviertel von der Spichernstraße über die Steeler Straße bis knapp vor den Klara-Kopp-Weg, wobei sie in diesem Verlauf die Grenze zu Huttrop bildet. |                                               |
| Kaisershofstraße              | 210 (im Stadtteil)     | Kaisershof, Hofname                                                                | um 1898             | In den Jahren 1376 bis 1380 wurde der Kaisershof vom Hof Huttrop abgetrennt und kam in den Besitz des Stifts Essen. Der Name des Hofes stammt vom vermutlich ersten Aufsitzer namens Kaiser. Der Essener Historiker Konrad Ribbeck sagte, dass der Name nach einer bestimmten Rolle in den jährlichen Fastnachtszügen beigelegt wurde, ähnlich bei den Höfen Paus (=Papst), Kardenal etc. Der Name Kaiser tritt 1380 erstmals urkundlich in Huttrop auf und nimmt 1505 in einem anderen Papier erstmals Bezug zum Hof. In der Landmatrikel von 1668 ist Johan Keysser Aufsitzer des rund 31 Morgen großen Hofs. 1795 werden der Mittelbauer Keiser und als Grundherrschaft das Hochgräfliche Kapitel genannt. Der Hof war ein Leibgewinngut des Gräflichen Damenkapitels. Letztbehandigte waren 1766 Johan Didrich Kaiser und seine Ehefrau. Letzter Hofbauer war Otto Kaiser. Bis 1924 wurde der Hof bewirtschaftet und bis 1928 komplett veräußert. Der Allbau errichtete die heutige Wohnsiedlung. Die Kaisershofstraße verbindet parallel zur Bundesautobahn 40 den Storpplatz mit der Straße Twingenbergplatz in Huttrop, wobei sie in ihrem westlichen Teil die Grenze zu Huttrop bildet. Sie wurde zur Zeit des Nationalsozialismus am 8. Mai 1933 in Felgendreherstraße umbenannt. Am 15. Mai 1945 erhielt sie ihren alten Namen zurück. Zwei Treppen verbinden die Straße mit der tieferliegenden Krampestraße. Die Fortsetzung der Kaiserhofstraße entlang der nördlichen Ausfahrt der A 40 ist nur für Fußgänger passierbar und führt bis zum südlichen Ende der Burggrafenstraße. | Kaiserhofstraße                               |
| Kleine Steubenstraße          | 180                    | Friedrich Wilhelm von Steuben, preußischer Offizier und US-amerikanischer General  | 29. Juni 1967       | Die Kleine Steubenstraße, die zuvor Friedenstraße hieß, war von 1931 bis 1967 Teil der Steubenstraße. Durch den Bau der Bundesautobahn 40 wurde die Steubenstraße zerschnitten, wobei der südliche Straßenabschnitt seinen Namen behielt und der nördliche zur Kleinen Steubenstraße umbenannt wurde. Die Kleine Steubenstraße verbindet die Wächtlerstraße mit der Straße Auf der Donau. |                                               |
| Klenzestraße                  | 90                     | Leo von Klenze, Architekt, Maler und Schriftsteller                                | 20. Nov. 1937       | Die westlich des Ostfriedhofs liegende Klenzestraße, die zuvor Am Ostfriedhof hieß, verbindet die Dammannstraße mit der Schinkelstraße |                                               |
| Krampestraße                  | 280                    | Krampe, Kotten                                                                     | 21. Apr. 1911       | Der Aufsitzer des Kottens war Anton Krampe. Im Güterverzeichnis von 1826 wird der Kotten mit einer Größe von 15 Morgen aufgeführt. Er lag in unmittelbarer Nähe des Vorrathshofes und ging 1901 in den Besitz der Stadt Essen über. Die Krampestraße führt von der Burggrafenstraße bis zur Kaisershofstraße, wo sie in die Oberschlesienstraße übergeht. In der Mitte der Krampestraße verbindet eine Treppe und eine Fußgängerrampe die Straße mit der Storpstraße. Am südlichen Ende der Straße verbinden zwei Treppen die tieferliegende Straße mit der Kaisershofstraße. | Graffiti an der Krampestraße                  |
| Kurfürstenplatz               | 120 × 90               | Lage an der Kurfürstenstraße                                                       | 4. Jan. 1895        | Der Kurfürstenplatz liegt zwischen der Kurfürstenstraße und dem Viktoria-Gymnasium. |                                               |
| Kurfürstenstraße              | 630                    | Geschichte des Hauses Hohenzollern                                                 | 4. Jan. 1895        | Die Kurfürstenstraße gehört zu einem Straßenzug, der um 1890 als Ringstraße um das damalige Stadtgebiet geplant war und an die Geschichte des Hauses Hohenzollern erinnern sollte. Diese Ringstraße begann mit der Hohenzollernstraße und führte weiter mit den nach und nach benannten Straßen Kaiserstraße (heute zur Hohenzollernstraße gehörig), Kronprinzen-, Kurfürsten-, Markgrafen-, Burggrafen-, Herzog- und Nürnberger Straße (heute Blücherstraße). Die Kurfürstenstraße führt von der Steeler Straße, in Verlängerung der Markgrafenstraße, in südwestlicher Richtung und geht im Südviertel in die Kronprinzenstraße über. | Kurfürstenstraße mit Blick auf den Wasserturm |
| Leopoldstraße                 | 200                    | Leopold II., Kaiser des Heiligen Römischen Reiches                                 | 1. Juli 1891        | Leopold II. war der letzte Kaiser, der die Privilegien der Stiftsstadt Essen bestätigte. Die Leopoldstraße führt von der Straße Eickenscheidter Fuhr über die Steeler Straße zur Wächtlerstraße. Nördlich der Steeler Straße hieß sie seit 1887 Kohlstraße und wurde dort am 9.7.1915 als Verlängerung der Leopoldstraße zugeschlagen. |                                               |
| Manteuffelstraße              | 360                    | Edwin von Manteuffel, preußischer Generalfeldmarschall                             | 4. Mai 1900         | Die Manteuffelstraße verbindet die Hagenaustraße mit der Dammannstraße. |                                               |
| Markgrafenstraße              | 430                    | Markgraf von Brandenburg, Titel eines jeden Kaisers aus dem Hause Hohenzollern     | 4. Jan. 1895        | Die aus dem Hause Hohenzollern stammenden deutschen Kaiser führten gleichzeitig den Titel eines Markgrafen von Brandenburg. Die Markgrafenstraße gehört zu einem Straßenzug, der um 1890 als Ringstraße um das damalige Stadtgebiet geplant war und an die Geschichte des Hauses Hohenzollern erinnern sollte. Diese Ringstraße begann mit der Hohenzollernstraße und führte weiter mit den nach und nach benannten Straßen Kaiserstraße (heute zur Hohenzollernstraße gehörig), Kronprinzen-, Kurfürsten-, Markgrafen-, Burggrafen-, Herzog- und Nürnberger Straße (heute Blücherstraße). Die Markgrafenstraße führt von der Steeler Straße, in Verlängerung der Kurfürstenstraße, in nordöstlicher Richtung. Einst ging sie in die Burggrafenstraße über, wurde jedoch in den 1960er-Jahren durch den Bau der Bundesautobahn 40 von dieser getrennt. |                                               |
| Metzer Straße                 | 280                    | Kriegserinnerung an die französische Stadt Metz                                    | 11. März 1898       | Benennung in Erinnerung an die Belagerung und Eroberung der Stadt Metz im Deutsch-Französischen Krieg 1870/71. Die Metzer Straße verbindet die Franziskanerstraße mit der Von-der-Tann-Straße. |                                               |
| Michaelstraße                 | 440                    | St. Michael am Wasserturm                                                          | 4. Mai 1900         | Anfang des Jahres 1900 wurde der Kirchbauverein St. Michael gegründet, aus der die St.-Michael-Kirche hervorging. Ihr erster Bau fiel dem Zweiten Weltkrieg zum Opfer. Nach dem Krieg wurde die heutige Kirche an der Michaelstraße errichtet. Die Michaelstraße verbindet die Straße Auf der Donau mit der Werderstraße. | St.-Michael-Kirche an der Michaelstraße       |
| Moltkeplatz                   | 440                    | Helmuth Karl Bernhard von Moltke, Generalfeldmarschall                             | 16. Sep. 1910       | Die Straße Moltkeplatz, die zuvor Huttroper Platz hieß, ist ein östlich am Moltkeplatz vorbeiführender Straßenzug. Er verbindet die Ruhrallee mit der Moltkestraße. | Altlutherische Kirche am Moltkeplatz          |
| Moltkestraße                  | 290 (im Stadtteil)     | Helmuth Karl Bernhard von Moltke, Generalfeldmarschall                             | 4. Feb. 1900        | Die Moltkestraße führt aus Huttrop kommend von der Schinkelstraße bis zur Bahnstrecke von Essen nach Werden und dort weiter ins Südviertel. Auf dieser Länge bildet sie die Grenze zum Stadtteil Huttrop. |                                               |
| Morsehofstraße                | 170                    | Morse, Hofname                                                                     | 4. Mai 1900         | Der Morsehof wurde vermutlich um 1170 vom Lehen Brünglinghaus getrennt. Der dem Kanoniker Johan Varnhorst gehörige Hof wurde durch ihn 1493 der Vikarie BMV vermacht. 1496 wird ein Johan Morse zu Brungelinchusen erwähnt. Laut der Landmatrikel von 1668 war der Aufsitzer des 23 Morgen großen Hofs zu dieser Zeit Henrich Morse. 1795 ist der Grundherr der Vicarius Leimgard sowie der Pferdekötter Morse genannt. Letzte Gewinnträger waren in diesem Jahr Wilhelm Morse und Maria geborene Kaiser. 1831 wurde das erbliche Nutzungsrecht des nun 43 Morgen großen Hofs seitens des Domänenfiskus anerkannt. 1844 löste Wilhelm Morse jun. die fiskalischen Lasten ab und wurde dadurch uneingeschränkter Eigentümer. Der Hof ging 1894 auf die Eheleute Theodor Brünglinghaus und Gertrud geborene Plantenberg über. Nach Erwerb des Hofes durch die Stadt Essen 1896 wurde auf dem Areal der städtische Ostfriedhof angelegt. Die am 4. Mai 1900 angelegte Morsehofstraße führte zunächst von der Ruhrallee bis zur Steubenstraße und wurde am 9. Juli 1915 bis zur Herwarthstraße verlängert. Die heutige Morsehofstraße hieß im heutigen Verlauf zwischen Herwarthstraße und Saarbrücker Straße von 1899 bis 1915 Forbacher Straße. |                                               |
| Obernitzstraße                | 160                    | Hugo von Obernitz, preußischer Offizier, Generaladjutant Kaiser Wilhelms I.        | 20. Juli 1906       | Die Obernitzstraße verbindet die Eintrachtstraße mit der Straße Bolckendyck, wobei sie zwischen dem Dornemannplatz und Bolckendyck die Stadtteilgrenze zu Huttrop bildet. |                                               |
| Pater-Christoph-Höttges-Platz | 40 × 40                | Christoph Höttges, Priester der Gemeinde Heilig Kreuz                              | 1. Nov. 2011        | Christoph Höttges wurde am 24. Dezember 1935 in Mönchengladbach geboren. Er trat 1959 dem Franziskanerorden bei und legte 1963 das Ordensgelübde ab. 1965 wurde er in Essen zum Priester geweiht. Er wirkte bei der Erziehertätigkeit im Franziskus-Internat in Vossenack und bei der Begleitung junger studierender Franziskaner auf dem Apollinarisberg in Remagen. 1988 trat er sein Amt als Pfarrer der Gemeinde Heilig Kreuz im Essener Südostviertel an. Christoph Höttges starb am 2. November 2010 in Essen. Der Pater-Christoph-Höttges-Platz liegt zwischen der Krampestraße und der Burggrafenstraße. |                                               |
| Ruhrallee                     | 350 (im Stadtteil)     | Allee zur Ruhr                                                                     | 4. Feb. 1904        | Die Ruhrallee führt aus Huttrop kommend von der Schinkelstraße bis zur Kurfürstenstraße. | Ruhrallee 4 bis 10                            |
| Saarbrücker Straße            | 670 (im Stadtteil)     | Gefecht am 2. August 1870 bei Saarbrücken                                          | 11. März 1898       | Die Namensgebung erinnert an das Gefecht am 2. August 1870 zur Zeit des Deutsch-Französischen Krieges. Die ursprüngliche Saarbrücker Straße führte von der Huttropstraße in Huttrop, über die Herwarthstraße, die die Stadtteilgrenze bildet, bis zur heutigen Morsehofstraße im Südostviertel und hieß hier zuvor Hohe Straße. 1928 wurde sie von dort bis zur Ruhrallee verlängert, wo sie zuvor in Teilen auch Morsehofstraße und Forbacher Straße hieß. |                                               |
| Schinkelstraße                | 490 (im Stadtteil)     | Karl Friedrich Schinkel, Architekt, Stadtplaner, Maler, Grafiker und Bühnenbildner | 26. Nov. 1909       | In der Schinkelstraße steht das einstige Wohnhaus des Bundespräsidenten Gustav Heinemann. Die Schinkelstraße führt von der Saarbrücker Straße in südlicher Richtung über die Ruhrallee; ab dort bildet sie die Grenze zu Huttrop. Ab der Moltkestraße verläuft sie in Huttrop weiter. | Haus von Gustav Heinemann, Schinkelstraße     |
| Schmettaustraße               | 280                    | Maximilian Graf von Schmettau, preußischer Oberst                                  | 4. Mai 1900         | Die Benennung erfolgte als Kriegserinnerung an Maximilian Graf von Schmettau. Er wurde am 15. Oktober 1824 in Brauchitschdorf bei Lüben in Niederschlesien geboren und starb am 12. September 1886 ebenda. Von Schmettau war ein preußischer Offizier und Regimentskommandeur. Die Schmettaustraße verbindet die Bredowstraße mit der Metzer Straße. |                                               |
| Sedanstraße                   | 390                    | Schlacht von Sedan                                                                 | 1. März 1901        | Die Benennung erfolgte als Kriegserinnerung an die Schlacht von Sedan im Deutsch-Französischen Krieg am 1. September 1870. Die Sedanstraße verbindet die Belfortstraße mit der Ruhrallee. |                                               |
| Semperstraße                  | 240 (im Stadtteil)     | Gottfried Semper, Architekt und Kunsttheoretiker                                   | 26. Nov. 1909       | Die Semperstraße führt, aus Huttrop kommend, von der Schinkelstraße zur Straße Moltkeplatz. | Semperstraße                                  |
| Spichernstraße                | 270                    | Schlacht bei Spichern                                                              | 3. März 1897        | Die Spichernstraße erinnert an die Schlacht bei Spichern im Deutsch-Französischen Krieg. Die Spichernstraße verbindet die Herwarthstraße mit der Markgrafenstraße, wobei sie zwischen Herwarthstraße und Wörthstraße die Grenze zu Huttrop bildet. Zwischen 1904 und 1915 wurde sie Diedenhofer Straße genannt. |                                               |
| Steeler Straße                | 840 (im Stadtteil)     | ehemalige Stadt Steele                                                             | 5. Juni 1908        | Die Steeler Straße, einst Steeler Chaussee genannt, ist nach der ehemaligen Stadt Steele benannt, die 1929 zur Stadt Essen eingemeindet wurde. Die Steeler Straße verläuft vom Stadtkern zur Herwarthstraße und dort nach Huttrop sowie weiter nach Steele. Zudem ist sie Teil der Landesstraße L448. | Kino in der Steeler Straße                    |
| Steinmetzstraße               | 270                    | Karl Friedrich von Steinmetz, preußischer Generalfeldmarschall                     | 18. Mai 1894        | Die nach dem Generalfeldmarschall Karl Friedrich von Steinmetz benannte Steinmetzstraße führt von der Franziskanerstraße südwärts zur Steeler Straße, endet aber an dieser als Sackgasse. |                                               |
| Steubenstraße                 | 420                    | Friedrich Wilhelm von Steuben, preußischer Offizier und US-amerikanischer General  | 12. Feb. 1931       | Die Steubenstraße, die zuvor Friedenstraße hieß, verbindet die Heilermannstraße (ohne Durchfahrtmöglichkeit für PKW) mit der Saarbrücker Straße. Vor dem Bau der Bundesautobahn 40 führte sie im Norden bis zur Straße Auf der Donau. Nach Zerschneidung durch die Autobahn behielt der südliche Straßenabschnitt seinen Namen. Der nördliche Teil von der Wächtlerstraße bis zur Straße Auf der Donau wurde 1967 in Kleine Steubenstraße umbenannt. | Auferstehungskirche an der Steubenstraße      |
| Storpplatz                    | 60 × 45                | Storp, Kotten                                                                      | 9. Nov. 2004        | Der Platz wurde nach der bereits vorhandenen Storpstraße und dem Kotten Storp benannt. In der Landmatrikel von 1668 wird der Aufsitzer Johan Storp und der vier Morgen große Kotten genannt. Er gehörte zum Hof Plantenberg. 1795 wird der Schuppenkötter und Tagelöhner Storp erwähnt. Eigentümer des Grunds war der Bauer Plantenberg. 1866 ist der Eigentümer Peter Eickhoff gen. Storp genannt. Später ging er auf den Militärinvaliden Franz Ahles über. Der Storpplatz liegt zwischen der Krampestraße, der Kaisershofstraße und der Storpstraße. | Storp9 in Essen                               |
| Storpstraße                   | 140                    | Storp, Kotten                                                                      | 6. Juli 1929        | In der Landmatrikel von 1668 wird der Aufsitzer Johan Storp und der vier Morgen große Kotten genannt. Er gehörte zum Hof Plantenberg. 1795 wird der Schuppenkötter und Tagelöhner Storp erwähnt. Eigentümer des Grunds war der Bauer Plantenberg. 1866 ist der Eigentümer Peter Eickhoff gen. Storp genannt. Später ging er auf den Militärinvaliden Franz Ahles über. Der in Ost-West-Richtung verlaufende Teil der Storpstraße war zwischen dem 16. Juni 1905 und dem 13. Mai 1976 Teil der Eintrachtstraße. Dann ist sie durch die Krampestraße von dieser namentlich getrennt worden. Die Storpstraße verläuft von der Kaisershofstraße in einem Winkel zur Burggrafenstraße. Das Ostende der Straße ist über eine Treppe und Fußgängerrampe mit der Krampestraße verbunden. |                                               |
| Von-der-Tann-Straße           | 500                    | Ludwig von der Tann-Rathsamhausen, bayerischer General der Infanterie              | 11. März 1898       | Die Ausfahrt Huttrop der Bundesautobahn 40 aus Richtung Bochum führt direkt auf die Von-der-Tann-Straße, die parallel zur Autobahn auf die Steeler Straße zuführt. |                                               |
| Wächtlerstraße                | 460                    | Karl Gottlieb Wächtler, evangelischer Pfarrer                                      | 1. Juli 1891        | Karl Gottlieb Wächtler wurde am 13. April 1914 in Mückenberg (Sachsen) geboren. Er war von 1844 bis 1890 Pfarrer der evangelischen Gemeinde Essen-Altstadt. Neben seinem Beruf als Bezirksschulinspektor setzte er sich stark im Essener Armenwesen ein. Ende der 1880er-Jahre wurden aus Stiftungsgeldern der Armenverwaltung Wohnhäuser für einkommensschwache Bürger errichtet, was den Anlass zur Benennung der Straße gab. Karl Gottlieb Wächtler starb am 10. Juli 1894 in Essen. Er wurde auf dem Segerothfriedhof beigesetzt. Die Wächtlerstraße führt von der Steeler Straße westwärts und nördlich parallel zur Bundesautobahn 40 bis zur Straße Auf der Donau. |                                               |
| Weißenburgstraße              | 130                    | Schlacht bei Weißenburg (1870)                                                     | 29. Mai 1896        | Die Benennung fand in Erinnerung an die Schlacht von Weißenburg im Unterelsass 1870 im Deutsch-Französischen Krieg statt. Die Weißenburgstraße verbindet die Morsehofstraße mit der Wörthstraße. |                                               |
| Werderstraße                  | 400                    | August von Werder, preußischer General der Infanterie                              | 4. Mai 1900         | Die Werderstraße verbindet die Michaelstraße mit der Saarbrücker Straße. |                                               |
| Wörthstraße                   | 560                    | Schlacht bei Wörth                                                                 | 29. Mai 1896        | Die Benennung fand in Erinnerung an die Schlacht von Wörth am 6. August 1870 im Deutsch-Französischen Krieg statt. Die Wörthstraße verbindet die Werderstraße mit der Markgrafenstraße. |                                               |

## Liste ehemaliger Straßennamen
Die Liste ehemaliger Straßennamen erhebt keinen Anspruch auf Vollständigkeit.
| Name                   | von           | bis           | umbenannt in (aktuell)                 | Herleitung                                            | Bemerkungen |
| ---------------------- | ------------- | ------------- | -------------------------------------- | ----------------------------------------------------- | --- |
| Am Hochbassin          |               | 17. Jan. 1868 | → Bassinstraße                         | Lage am einstigen Hochbassin für die Wasserversorgung | Vor dem Bau des nahen Wasserturms am Steeler Berg 1883 gab es an der Bassinstraße einen Wasser-Hochbassin der Stadtwerke Essen für die städtische Wasserleitung. |
| Am Ostfriedhof         | 26. Nov. 1909 | 20. Nov. 1937 | → Klenzestraße                         | Lage am Ostfriedhof                                   | |
| Diedenhofer Straße     | 28. Nov. 1904 | 9. Juli 1915  | → Spichernstraße                       |                                                       | |
| Felgendreherstraße     | 8. Mai 1933   | 15. Mai 1945  | → Kaisershofstraße                     | Fritz Felgendreher, sogenannter Blutzeuge             | Umbenennung der Kaisershofstraße in der Zeit des Nationalsozialismus, um die symbolische Form der Machtergreifung voranzutreiben. Fritz Felgendreher wurde am 18. März 1913 in der ehemaligen Siedlung Szapten (Ostpreußen) geboren und lernte Anstreicher. Am 13. März 1931 wurde er durch Ernst Röhm in die SA aufgenommen. Tags darauf, bei einem Rückmarsch nach Kray, wurde er in der Nacht auf der Eisenbahnbrücke (später Felgendreherbrücke genannt) überfallen und durch einen Kopfschuss schwer verletzt. Am selben Tag erlag er seinen Verletzungen im Elisabethkrankenhaus. |
| Forbacher Straße       | 24. Feb. 1899 | 4. Mai 1900   | → Morsehofstraße → Saarbrücker Straße  | Forbach (Moselle)                                     | |
| Friedenstraße          | 15. Nov. 1895 | 12. Feb. 1931 | → Steubenstraße → Kleine Steubenstraße |                                                       | Die Friedenstraße wurde von 1931 bis 1967 Steubenstraße genannt. Durch den Bau der Bundesautobahn 40 wurde die Steubenstraße zerschnitten, wobei der südliche Straßenabschnitt seinen Namen behielt und der nördliche zur Kleinen Steubenstraße umbenannt wurde. |
| Grenzstraße            | 29. Nov. 1897 | 4. Mai 1900   | → Herwarthstraße                       |                                                       | |
| Hohe Straße            | 10. Okt. 1901 | 5. Juni 1908  | → Saarbrücker Straße                   |                                                       | |
| Huttroper Platz        | 7. Mai 1909   | 16. Sep. 1910 | → Moltkeplatz                          | Huttrop                                               | |
| Kapitän-Lehmann-Höhe   | 20. Nov. 1937 | 18. Juni 1945 | → Franziskanerhöhe                     | Ernst A. Lehmann, Luftschiffkapitän                   | Umbenennung in der Zeit des Nationalsozialismus, um die symbolische Form der Machtergreifung voranzutreiben. Er machte Aufklärungs- und Angriffsfahrten über Ost- und Westeuropa und kam bei der Luftschiffkatastrophe von Lakehurst 1937 ums Leben. |
| Kapitän-Lehmann-Straße | 20. Nov. 1937 | 18. Juni 1945 | → Franziskanerstraße                   | Ernst A. Lehmann, Luftschiffkapitän                   | Umbenennung in der Zeit des Nationalsozialismus, um die symbolische Form der Machtergreifung voranzutreiben. Ernst August Lehmann war zwischen 1914 und 1918 Oberleutnant auf Kampfzeppelinen. Er machte Aufklärungs- und Angriffsfahrten über Ost- und Westeuropa und kam bei der Luftschiffkatastrophe von Lakehurst 1937 ums Leben. |
| Kesselstraße           | 25. Nov. 1887 | 4. Mai 1900   | → Hagenaustraße                        |                                                       | |
| Kleiner Friede         | vor 1910      | vor 1927      | aufgehoben und überbaut                |                                                       | Die Straße Kleiner Friede verband die Kurfürstenstraße mit der Saarbrücker Straße (damals hier Morsehofstraße genannt) und lag damit zwischen der heutigen Dammannstraße und der Steubenstraße. |
| Kohlstraße             | 10. Juni 1887 | 9. Juli 1915  | → Leopoldstraße                        |                                                       | 1915 wurde die südlich der Steeler Straße liegende Leopoldstraße um den Straßenzug der nördlich der Steeler Straße liegenden Kohlstraße verlängert. |
| Markgrafenplatz        | vor 1910      | vor 1927      | aufgehoben und überbaut                |                                                       | Der Markgrafenplatz lag in etwa östlich der heutigen Krampestraße und südlich der Bahnstrecke. So gehörte die heutige Burggrafenstraße südlich der Bahnstrecke zur Markgrafenstraße. |
| Ruhrstraße             | 17. Jan. 1868 | 5. Juni 1934  | → Dammannstraße → Franz-Arens-Straße   | Ruhr                                                  | |
| Steeler Chaussee       |               | 5. Juni 1908  | → Steeler Straße                       | ehemalige Stadt Steele                                | |